# Hidalgo del Parral
Hidalgo del Parral er en by i den sydlige del af den mexikanske delstat Chihuahua. Byen er administrativt center for Hidalgo del Parral kommune, kommunen med samme navn. Folketællinger fra 2005 viser at der er 101.147 indbyggere bosat i byen.
- Pancho Villa blev dræbt her 20. juli 1923.

26°55′57″N 105°39′47″V / 26.9325°N 105.6631°V